# Eobruchia
Eobruchia är ett släkte av bladmossor. Eobruchia ingår i familjen Bruchiaceae.
Kladogram enligt Catalogue of Life:
| Eobruchia | \| \| Eobruchia bruchioides \| \| \| \| \| \| Eobruchia ecuatoriana \| \| \| \| |
|           | \| \| Eobruchia bruchioides \| \| \| \| \| \| Eobruchia ecuatoriana \| \| \| \| |
|           | Bruchia                                                                         |
|           |                                                                                 |
|           | tranmossor                                                                      |
|           |                                                                                 |
|           | Eobruchia bruchioides                                                           |
|           |                                                                                 |
|           | Eobruchia ecuatoriana                                                           |
|           |                                                                                 |

|  | Eobruchia bruchioides |
|  |                       |
|  | Eobruchia ecuatoriana |
|  |                       |